# Odilio González
Odilio González (Lares, Puerto Rico, 5 de marzo de 1937), conocido por su nombre artístico El Jibarito de Lares, es un cantante, guitarrista y compositor puertorriqueño. Ha tocado principalmente música folclórica tradicional puertorriqueña, canciones dedicadas al jíbaro de Puerto Rico e intérprete de boleros.

## Trayectoria artística
González nació en 1937 en el barrio de Piletas en Lares, un municipio de Puerto Rico. Se convirtió en una popular estrella infantil después de una serie de actuaciones en la radio en la ciudad capital de San Juan. 
Su nombre artístico es "El Jibarito de Lares". González ha cantado en la antigua forma de canción poética tradicional de la isla, la décima (también conocida como música "jíbara"), además de interpretar otros género como el bolero y la balada romántica.  Debutó en Nueva York en 1958 cantando ante puertorriqueños en el Teatro Puerto Rico. Sus primeras grabaciones de jíbaro tradicional, disponibles en Ansonia Records, fueron grabadas en la ciudad de Nueva York durante ese período. En 1962 Odilio González grabó Celos sin motivo, tema con el que obtuvo reconocimiento, se trata de un bolero jíbaro puertorriqueño compuesto por Ismael Santiago, aunque su producción discográfica desde los años 60 abarca más de sesenta discos con temas como El libro de mi vida, De rodillas, Las penas mías, Olvídame, Por retenerte (compuesta por Luz Celenia Tirado, quien le cedería más de cien canciones), Carita de pena o Eres todo para mí. El estilo de canto de su compatriota José Feliciano fue influenciado por González durante su juventud.
El Jibarito de Lares continuó actuando en la isla, así como en viajes a los Estados Unidos para cantar para los expatriados puertorriqueños mayores, incluida una visita a Hawái para cantar ante la diáspora puertorriqueña residente.

## Discografía seleccionada
- Cantando en el campo
- Jibarito De Lares
- Sencillos
- Celos sin motivos
- Ruta de trenes